# PGC 85577
LEDA/PGC 85577 ist eine Linsenförmige Galaxie vom Hubble-Typ S0 im Sternbild Pegasus nördlich der Ekliptik, die schätzungsweise 389 Millionen Lichtjahre von der Milchstraße entfernt ist. Im selben Himmelsareal befinden sich u. a. die Galaxien NGC 7720, IC 5341, IC 5342.